# Classificação das brasileiras no Miss Mundo
Neste artigo, está anexada a lista de brasileiras que disputaram o concurso de Miss Mundo, suas respectivas classificações e prêmios especiais, quando adquiridos. O Brasil começou a participar do certame em 1958 quando a pernambucana Sônia Maria Campos foi convidada pelos Diários Associados, então detentora do concurso, a levar o nome do seu país em Londres, após ficar na segunda colocação do Miss Brasil 1958. Desde então o País tem sido assíduo na disputa, se ausentando apenas nas edições de 1988 e 1989, por problemas com o Sistema Brasileiro de Televisão (SBT) que detinha os direitos na época. Atualmente as brasileiras que representam seu País neste concurso recebem a denominação de "Miss Mundo Brasil", competição coordenada pelo empresário Henrique Fontes.

## Classificação
A Miss Brasil tornou-se Miss Mundo.
     A Miss Brasil parou entre as finalistas.
     A Miss Brasil parou entre as semifinalistas.
     A Miss Brasil obteve uma classificação na final.
| Ano  | Part.                                                                            | Representante Brasileira                                                         | Idade                                                                            | Estado Representado                                                              | Colocação na Final                                                               | Ref                                                                              |
| ---- | -------------------------------------------------------------------------------- | -------------------------------------------------------------------------------- | -------------------------------------------------------------------------------- | -------------------------------------------------------------------------------- | -------------------------------------------------------------------------------- | -------------------------------------------------------------------------------- |
| 2025 | 63ª                                                                              | Jéssica Pedroso                                                                  | 24                                                                               | São Paulo                                                                        | Finalista (Top 08)                                                               | [ 1 ]                                                                            |
| 2024 | 62ª                                                                              | Letícia Cézar Frota                                                              | 19                                                                               | Amazonas                                                                         | Finalista (Top 08)                                                               | [ 2 ]                                                                            |
| 2023 | Concurso internacional não realizado devido ao conflito de datas na cidade-sede. | Concurso internacional não realizado devido ao conflito de datas na cidade-sede. | Concurso internacional não realizado devido ao conflito de datas na cidade-sede. | Concurso internacional não realizado devido ao conflito de datas na cidade-sede. | Concurso internacional não realizado devido ao conflito de datas na cidade-sede. | Concurso internacional não realizado devido ao conflito de datas na cidade-sede. |
| 2022 | 61ª                                                                              | Caroline Teixeira                                                                | 24                                                                               | Distrito Federal                                                                 | Classificada (Top 40)                                                            | [ 3 ]                                                                            |
| 2021 | Edições de 2020 e 2021 foram canceladas devido a pandemia global de COVID-19.    | Edições de 2020 e 2021 foram canceladas devido a pandemia global de COVID-19.    | Edições de 2020 e 2021 foram canceladas devido a pandemia global de COVID-19.    | Edições de 2020 e 2021 foram canceladas devido a pandemia global de COVID-19.    | Edições de 2020 e 2021 foram canceladas devido a pandemia global de COVID-19.    | Edições de 2020 e 2021 foram canceladas devido a pandemia global de COVID-19.    |
| 2020 | Edições de 2020 e 2021 foram canceladas devido a pandemia global de COVID-19.    | Edições de 2020 e 2021 foram canceladas devido a pandemia global de COVID-19.    | Edições de 2020 e 2021 foram canceladas devido a pandemia global de COVID-19.    | Edições de 2020 e 2021 foram canceladas devido a pandemia global de COVID-19.    | Edições de 2020 e 2021 foram canceladas devido a pandemia global de COVID-19.    | Edições de 2020 e 2021 foram canceladas devido a pandemia global de COVID-19.    |
| 2019 | 60ª                                                                              | Elís Miele Coelho                                                                | 20                                                                               | Espírito Santo                                                                   | Finalista (Top 05)                                                               | [ 4 ]                                                                            |
| 2018 | 59ª                                                                              | Jéssica Carvalho                                                                 | 22                                                                               | Piauí                                                                            |                                                                                  | [ 5 ]                                                                            |
| 2017 | 58ª                                                                              | Gabrielle Vilela                                                                 | 25                                                                               | Rio de Janeiro                                                                   | Classificada (Top 40)                                                            | [ 6 ]                                                                            |
| 2016 | 57ª                                                                              | Beatrice Fontoura                                                                | 26                                                                               | Goiás                                                                            | Semifinalista (Top 11)                                                           | [ 7 ]                                                                            |
| 2015 | 56ª                                                                              | Catharina Choi                                                                   | 25                                                                               | Ilhabela                                                                         | Semifinalista (Top 20)                                                           | [ 8 ]                                                                            |
| 2014 | 55ª                                                                              | Júlia Gama                                                                       | 21                                                                               | Rio Grande do Sul                                                                | Semifinalista (Top 11)                                                           | [ 9 ]                                                                            |
| 2013 | 54ª                                                                              | Sancler Frantz                                                                   | 22                                                                               | Ilha dos Lobos                                                                   | Finalista (Top 06)                                                               | [ 10 ]                                                                           |
| 2012 | 53ª                                                                              | Mariana Notarângelo                                                              | 22                                                                               | Rio de Janeiro                                                                   | Finalista (Top 07)                                                               | [ 11 ]                                                                           |
| 2011 | 52ª                                                                              | Juceila Graziele Bueno                                                           | 23                                                                               | Rio Grande do Sul                                                                | Classificada (Top 31)                                                            | [ 12 ]                                                                           |
| 2010 | 51ª                                                                              | Kamilla Salgado                                                                  | 23                                                                               | Pará                                                                             |                                                                                  | [ 13 ]                                                                           |
| 2009 | 50ª                                                                              | Luciana Reis                                                                     | 24                                                                               | Roraima                                                                          | Semifinalista (Top 16)                                                           | [ 14 ]                                                                           |
| 2008 | 49ª                                                                              | Tamara Almeida                                                                   | 23                                                                               | Minas Gerais                                                                     | Semifinalista (Top 15)                                                           | [ 15 ]                                                                           |
| 2007 | 48ª                                                                              | Regiane Andrade                                                                  | 23                                                                               | Santa Catarina                                                                   |                                                                                  | [ 16 ]                                                                           |
| 2006 | 47ª                                                                              | Jane Sousa Borges                                                                | 21                                                                               | Goiás                                                                            | Finalista (Top 06)                                                               | [ 17 ]                                                                           |
| 2005 | 46ª                                                                              | Patrícia Reginato                                                                | 19                                                                               | Paraná                                                                           |                                                                                  | [ 18 ]                                                                           |
| 2004 | 45ª                                                                              | Iara Jereissati                                                                  | 23                                                                               | Minas Gerais                                                                     |                                                                                  | [ 19 ]                                                                           |
| 2003 | 44ª                                                                              | Lara Brito                                                                       | 24                                                                               | Goiás                                                                            |                                                                                  | [ 20 ]                                                                           |
| 2002 | 43ª                                                                              | Taíza Thomsen                                                                    | 20                                                                               | Santa Catarina                                                                   |                                                                                  | [ 21 ]                                                                           |
| 2001 | 42ª                                                                              | Joyce Yara Aguiar                                                                | 18                                                                               | São Paulo                                                                        |                                                                                  | [ 22 ]                                                                           |
| 2000 | 41ª                                                                              | Francine Eickemberg                                                              | 18                                                                               | Santa Catarina                                                                   |                                                                                  | [ 23 ]                                                                           |
| 1999 | 40ª                                                                              | Paula Carvalho                                                                   | 18                                                                               | Rio de Janeiro                                                                   |                                                                                  | [ 24 ]                                                                           |
| 1998 | 39ª                                                                              | Adriana Reis                                                                     | 19                                                                               | Rondônia                                                                         | Semifinalista (Top 10)                                                           | [ 25 ]                                                                           |
| 1997 | 38ª                                                                              | Fernanda Agnes                                                                   | 18                                                                               | Rio Grande do Sul                                                                |                                                                                  | [ 26 ]                                                                           |
| 1996 | 37ª                                                                              | Anuska Prado                                                                     | 21                                                                               | Espírito Santo                                                                   | 3º. Lugar                                                                        | [ 27 ]                                                                           |
| 1995 | 36ª                                                                              | Elessandra Dartora                                                               | 18                                                                               | Paraná                                                                           |                                                                                  | [ 28 ]                                                                           |
| 1994 | 35ª                                                                              | Valquíria Melnik                                                                 | 20                                                                               | Paraná                                                                           |                                                                                  | [ 29 ]                                                                           |
| 1993 | 34ª                                                                              | Lyliá Virna                                                                      | 18                                                                               | Alagoas                                                                          |                                                                                  | [ 30 ]                                                                           |
| 1992 | 33ª                                                                              | Priscila Furlan                                                                  | 20                                                                               | São Paulo                                                                        |                                                                                  | [ 31 ]                                                                           |
| 1991 | 32ª                                                                              | Cátia Kupssinskü                                                                 | 20                                                                               | Rio Grande do Sul                                                                |                                                                                  | [ 32 ]                                                                           |
| 1990 | 31ª                                                                              | Karla Kwiatkowski                                                                | 20                                                                               | Paraná                                                                           |                                                                                  | [ 33 ]                                                                           |
| 1989 | O Brasil não participou das edições de 1988 e 1989.                              | O Brasil não participou das edições de 1988 e 1989.                              | O Brasil não participou das edições de 1988 e 1989.                              | O Brasil não participou das edições de 1988 e 1989.                              | O Brasil não participou das edições de 1988 e 1989.                              | O Brasil não participou das edições de 1988 e 1989.                              |
| 1988 | O Brasil não participou das edições de 1988 e 1989.                              | O Brasil não participou das edições de 1988 e 1989.                              | O Brasil não participou das edições de 1988 e 1989.                              | O Brasil não participou das edições de 1988 e 1989.                              | O Brasil não participou das edições de 1988 e 1989.                              | O Brasil não participou das edições de 1988 e 1989.                              |
| 1987 | 30ª                                                                              | Simone Augusto                                                                   | 20                                                                               | Pernambuco                                                                       |                                                                                  | [ 34 ]                                                                           |
| 1986 | 29ª                                                                              | Roberta Pereira                                                                  | 18                                                                               | Santa Catarina                                                                   |                                                                                  | [ 35 ]                                                                           |
| 1985 | 28ª                                                                              | Leila Bittencourt                                                                | 19                                                                               | Rio Grande do Sul                                                                | Semifinalista (Top 15)                                                           | [ 36 ]                                                                           |
| 1984 | 27ª                                                                              | Adriana Alves                                                                    | 21                                                                               | Rio Grande do Sul                                                                | Finalista (Top 07)                                                               | [ 37 ]                                                                           |
| 1983 | 26ª                                                                              | Cátia Pedrosa                                                                    | 20                                                                               | Rio de Janeiro                                                                   | 3º. Lugar                                                                        | [ 38 ]                                                                           |
| 1982 | 25ª                                                                              | Mônica Januzzi                                                                   | 21                                                                               | Paraná                                                                           |                                                                                  | [ 39 ]                                                                           |
| 1981 | 24ª                                                                              | Maristela Grazzia                                                                | 17                                                                               | São Paulo                                                                        | 4°. Lugar                                                                        | [ 40 ]                                                                           |
| 1980 | 23ª                                                                              | Loiane Aiache                                                                    | 18                                                                               | Brasília                                                                         |                                                                                  | [ 41 ]                                                                           |
| 1979 | 22ª                                                                              | Léa Dall'Acqua                                                                   | 20                                                                               | São Paulo                                                                        | Finalista (Top 07)                                                               | [ 42 ]                                                                           |
| 1978 | 21ª                                                                              | Laura Angélica Viana                                                             | 20                                                                               | Bahia                                                                            |                                                                                  | [ 43 ]                                                                           |
| 1977 | 20ª                                                                              | Madalena Sbaraini                                                                | 21                                                                               | Rio Grande do Sul                                                                | 4º. Lugar                                                                        | [ 44 ]                                                                           |
| 1976 | 19ª                                                                              | Adelaide Fraga                                                                   | 18                                                                               | Brasília                                                                         |                                                                                  | [ 45 ]                                                                           |
| 1975 | 18ª                                                                              | Zaída Costa                                                                      | 21                                                                               | Bahia                                                                            |                                                                                  | [ 46 ]                                                                           |
| 1974 | 17ª                                                                              | Marisa Sommer                                                                    | 19                                                                               | Brasília                                                                         | Semifinalista (Top 15)                                                           | [ 47 ]                                                                           |
| 1973 | 16ª                                                                              | Florence Alvarenga                                                               | 18                                                                               | Minas Gerais                                                                     | Semifinalista (Top 15)                                                           | [ 48 ]                                                                           |
| 1972 | 15ª                                                                              | Ângela Maria Favi                                                                | 18                                                                               | São Paulo                                                                        |                                                                                  | [ 49 ]                                                                           |
| 1971 | 14ª                                                                              | Lúcia Petterle                                                                   | 22                                                                               | Guanabara                                                                        | MISS MUNDO 1971                                                                  | [ 50 ]                                                                           |
| 1970 | 13ª                                                                              | Sônia Yara Guerra                                                                | 22                                                                               | São Paulo                                                                        | Finalista (Top 07)                                                               | [ 51 ]                                                                           |
| 1969 | 12ª                                                                              | Ana Cristina Rodrigues                                                           | 19                                                                               | Rio Grande do Sul                                                                |                                                                                  | [ 52 ]                                                                           |
| 1968 | 11ª                                                                              | Ângela Carmélia Stecca                                                           | 18                                                                               | Minas Gerais                                                                     |                                                                                  | [ 53 ]                                                                           |
| 1967 | 10ª                                                                              | Wilza de Oliveira Rainato                                                        | 18                                                                               | Paraná                                                                           |                                                                                  | [ 54 ]                                                                           |
| 1966 | 9ª                                                                               | Marluce Manvailler                                                               | 18                                                                               | Mato Grosso                                                                      | 4º. Lugar                                                                        | [ 55 ]                                                                           |
| 1965 | 8ª                                                                               | Berenice Lunardi                                                                 | 18                                                                               | Minas Gerais                                                                     |                                                                                  | [ 56 ]                                                                           |
| 1964 | 7ª                                                                               | Maria Isabel Avelar                                                              | 18                                                                               | Sergipe                                                                          | 4º. Lugar                                                                        | [ 57 ]                                                                           |
| 1963 | 6ª                                                                               | Vera Lúcia Maia                                                                  | 19                                                                               | Guanabara                                                                        | Semifinalista (Top 14)                                                           | [ 58 ]                                                                           |
| 1962 | 5ª                                                                               | Vera Lúcia Saba                                                                  | 18                                                                               | Guanabara                                                                        |                                                                                  | [ 59 ]                                                                           |
| 1961 | 4ª                                                                               | Alda Maria Coutinho                                                              | 18                                                                               | Guanabara                                                                        |                                                                                  | [ 60 ]                                                                           |
| 1960 | 3ª                                                                               | Maria Edilene Torreão                                                            | 18                                                                               | Pernambuco                                                                       | Semifinalista (Top 10)                                                           | [ 61 ]                                                                           |
| 1959 | 2ª                                                                               | Dione Brito Oliveira                                                             | 19                                                                               | Pernambuco                                                                       |                                                                                  | [ 62 ]                                                                           |
| 1958 | 1ª                                                                               | Sônia Maria Campos                                                               | 19                                                                               | Pernambuco                                                                       |                                                                                  | [ 63 ]                                                                           |
| 1957 | O Brasil só começou a participar do concurso em 1958.                            | O Brasil só começou a participar do concurso em 1958.                            | O Brasil só começou a participar do concurso em 1958.                            | O Brasil só começou a participar do concurso em 1958.                            | O Brasil só começou a participar do concurso em 1958.                            | O Brasil só começou a participar do concurso em 1958.                            |
| 1956 | O Brasil só começou a participar do concurso em 1958.                            | O Brasil só começou a participar do concurso em 1958.                            | O Brasil só começou a participar do concurso em 1958.                            | O Brasil só começou a participar do concurso em 1958.                            | O Brasil só começou a participar do concurso em 1958.                            | O Brasil só começou a participar do concurso em 1958.                            |
| 1955 | O Brasil só começou a participar do concurso em 1958.                            | O Brasil só começou a participar do concurso em 1958.                            | O Brasil só começou a participar do concurso em 1958.                            | O Brasil só começou a participar do concurso em 1958.                            | O Brasil só começou a participar do concurso em 1958.                            | O Brasil só começou a participar do concurso em 1958.                            |
| 1954 | O Brasil só começou a participar do concurso em 1958.                            | O Brasil só começou a participar do concurso em 1958.                            | O Brasil só começou a participar do concurso em 1958.                            | O Brasil só começou a participar do concurso em 1958.                            | O Brasil só começou a participar do concurso em 1958.                            | O Brasil só começou a participar do concurso em 1958.                            |
| 1953 | O Brasil só começou a participar do concurso em 1958.                            | O Brasil só começou a participar do concurso em 1958.                            | O Brasil só começou a participar do concurso em 1958.                            | O Brasil só começou a participar do concurso em 1958.                            | O Brasil só começou a participar do concurso em 1958.                            | O Brasil só começou a participar do concurso em 1958.                            |
| 1952 | O Brasil só começou a participar do concurso em 1958.                            | O Brasil só começou a participar do concurso em 1958.                            | O Brasil só começou a participar do concurso em 1958.                            | O Brasil só começou a participar do concurso em 1958.                            | O Brasil só começou a participar do concurso em 1958.                            | O Brasil só começou a participar do concurso em 1958.                            |
| 1951 | O Brasil só começou a participar do concurso em 1958.                            | O Brasil só começou a participar do concurso em 1958.                            | O Brasil só começou a participar do concurso em 1958.                            | O Brasil só começou a participar do concurso em 1958.                            | O Brasil só começou a participar do concurso em 1958.                            | O Brasil só começou a participar do concurso em 1958.                            |

## Tabela de Classificação
A performance das brasileiras no concurso Miss Mundo:
| Classificação final | Performance |
| ------------------- | ----------- |
| Miss Mundo          | 1           |
| 2º. Lugar           | 0           |
| 3º. Lugar           | 2           |
| 4º. Lugar           | 4           |
| 5º. Lugar           | 0           |
| Finalista a         | 9           |
| Semifinalista       | 11          |
| Classificada        | 3           |
| Total               | 30          |
| Participação        | 63 de 72    |

### Rainhas das Américas
- [64] (2006) Jane Borges
- [65] (2012) Mariana Notarângelo
- [66] (2013) Sancler Frantz
- [67] (2015) Catharina Choi
- [68] (2019) Elís Miele
- [69] (2023) Letícia Frota
- [70] (2024) Jéssica Pedroso

### Premiações Especiais
- Miss Fotogenia: Adriana Reis (1998)
- Miss Personalidade: Cátia Pedrosa (1983)
- Most Spectacular National Dress: Anuska Prado (1996)
- (Top 10) World's Best Designer Dress: Catharina Choi (2015) [71]

### Etapas Classificatórias
Somente os recordes e vitórias nas etapas classificatórias:
- Beauty with a Purpose: Julia Gama (2014) [72] & Letícia Frota (2022)
- Beach Fashion: Sancler Frantz (2013) [73]
- Head to Head Challenge: Elís Miele (2019) & Jéssica Pedroso (2025)
- Multimedia Challenge: Jéssica Pedroso (2025)
- (5ª Colocada) Top Model: Sancler Frantz (2013) [74]
- (Top 10) Popular Vote: Lara Brito (2003) [75]
- (Top 16) Performing Talent: Mariana Notarângelo (2012)
- (Top 20) Sports & Fitness: Kamilla Salgado (2010) [74]